# Guddi (film, 1971)
Pour plus de détails, voir Fiche technique et Distribution.
Guddi est un drame, en langue hindoue, dirigé et réalisé en 1971, par Hrishikesh Mukherjee. Le film met en vedette Dharmendra, Jaya Bachchan et  Utpal Dutt (en). Il s'agit du film qui a lancé la carrière de Jaya Bachchan (née Bhaduri), dans lequel elle joue le rôle d'une écolière qui a le béguin et est obsédée par l'acteur Dharmendra, qui joue son propre rôle. Elle est nommée aux Filmfare Awards dans la catégorie meilleure actrice, la seule nomination pour le film. De nombreux acteurs populaires de Bollywood comme Rajesh Khanna, Navin Nischol (en), Asrani (en), Amitabh Bachchan, Om Prakash (en) et Pran y font des apparitions dans leur propre rôle. Le film est devenu un « succès dans les grandes villes » et a fait des bénéfices « au-dessus de la moyenne » partout ailleurs. Il a ensuite été repris en tamoul sous le titre Cinema Paithiyam (en) (1975) avec Jayachitra (en) et Kamal Haasan.

## Synopsis
Kusum (alias Guddi) (Jaya Bachchan) est une écolière espiègle et insouciante qui vit avec son père (A. K. Hangal), son frère et sa belle-sœur (Sumita Sanyal (en)). Guddi a le béguin pour la star de cinéma Dharmendra, qu'elle considère comme un surhomme qui ne peut rien faire de mal, incapable de faire la différence entre son image à l'écran et la personne réelle qui se cache derrière la star.
Personne ne connaît l'étendue de son béguin jusqu'à ce qu'elle se rende à Bombay, où le frère de sa belle-sœur, Navin (Samit Bhanja (en)), la demande en mariage. Il est surpris lorsque Guddi lui révèle qu'elle est amoureuse de Dharmendra. Navin en discute avec son oncle (Utpal Dutt (en)), qui décide que la seule solution est de faire comprendre à Guddi la différence entre illusion et réalité.
L'oncle contacte Dharmendra, par l'intermédiaire d'un ami commun. Avec son aide, ils montrent à Guddi la différence entre le monde réel et le monde imaginaire du cinéma. Exposée pour la première fois à la crasse et au monde cruel et sans cœur qui se cache derrière le glamour du cinéma, Guddi se rend compte que rien n'est vrai dans le monde réel. Alors que son respect pour Dharmendra grandit, Guddi se rend compte qu'il est aussi humain que n'importe qui d'autre et qu'il vit avec les mêmes peurs et insécurités que tout le monde. Le film se termine avec Guddi qui accepte d'épouser Navin.

## Fiche technique
Sauf indication contraire, les informations mentionnées dans cette section peuvent être confirmées par la base de données cinématographiques IMDb,  présente dans la section « Liens externes ».
- Titre : Guddi
- Réalisation : Hrishikesh Mukherjee
- Scénario : Hrishikesh Mukherjee - Gulzar
- Musique : Vasant Desai (en) - Gulzar (Paroles)
- Langue : Hindi
- Genre : Drame
- Durée : 120 minutes (2 h 00)
- Dates de sorties en salles :
  -  Inde : 24 septembre 1971

## Distribution
- Jaya Bachchan : Guddi/Kusum
- Dharmendra : Lui-même
- Sumita Sanyal (en) : Bhabhi
- Utpal Dutt (en) : Professeur Gupta
- Samit Bhanja (en) : Navin
- A. K. Hangal : Le père de Guddi
- Asrani (en) : Kundan
- Keshto Mukherjee (en) :  Kader Bhai
- Vijay Sharma (en) : Kishan
- Lalita Kumari : Professeur
- Aarti : Tara